# Sua Alegria Foi Cancelada
Sua Alegria Foi Cancelada é o oitavo álbum de estúdio da banda brasileira Fresno lançado em 5 de julho de 2019.
Contando com dez faixas, o álbum teve como singles as canções “Natureza Caos”, “Convicção” e “De Verdade”. Também teve participações especiais da cantora Jade Baraldo, na faixa-título, e da banda Tuyo, em “Cada Acidente”.

## Produção e Gravação
Diferentemente do álbum anterior, A Sinfonia de Tudo Que Há, Sua Alegria não foi gestado a partir de vários ensaios da banda, mas sim surgiu em torno das demos que Lucas compôs.
"A banda toda foi colorindo e adicionando coisas às demos que eu tinha feito no momento da composição das faixas. Isso conservou muito da intenção original das músicas, inclusive takes de voz, guitarra, e isso é muito facilmente perdido quando se toca um repertório até a exaustão."

Lucas Silveira em entrevista para Nação da Música
Inicialmente, o álbum iria se chamar Natureza Caos em função da música homônima. Mas depois de um período conturbado na vida pessoal e profissional de Lucas, ele compôs várias faixas em um tom mais soturno. A tristeza e a melancolia acabaram virando um tema do álbum.
"Com esse disco, nós extirpamos o drama, matamos o drama, e mostramos o nosso sentimento como ele é, monótono, repetitivo, que te mata lentamente. Se ainda existe drama, ainda existe sonho e vontade, ainda existe emoção. A real tristeza é a morte da emoção, não uma emoção exacerbada. O que se vive hoje em tempos digitais, principalmente nas grandes cidades é justamente essa tristeza. O drama se foi e ficou somente a letargia, o sonho extinto, deletado com um clique. É isso que dizem os versos da faixa-título do disco. E é isso que diferencia esse disco dos outros, na parte das letras."

Lucas Silveira em entrevista para Nação da Música
Tal introspecção contrasta com os primeiros álbuns da banda que abordavam mais temáticas como o amor e suas desilusões.

#### Visual
A narrativa visual foi planejada pela diretora de fotografia Camila Cornelsen, com Maju Trindade estampando a arte de capa. Os materiais de divulgação usaram um tom de amarelo esverdeado específico (representado pelo hexadecimal CCFF00) e fotos em preto e branco. Nos encartes e em lyric videos, também conta com imagens da drag Samira Close, e os irmãos Keops e Raony.

## Recepção
O disco foi recebido com críticas positivas, com elogios às letras e ao tema geral, mostrando evolução da banda. O trabalho também é mencionado como um dos motivos da Fresno ser considerada uma das bandas mais importantes do rock nacional atualmente.

## Faixas
Todas as faixas compostas por Lucas Silveira, exceto por "Isso Não É Um Teste" que é composta por Gustavo Mantovani, Lucas Silveira, Mario Camelo e Thiago Guerra.
| N.º            | Título                           | Participação Especial | Duração |  |
| 1.             | "O Arrocha Mais Triste do Mundo" |                       | 03:08   |  |
| 2.             | "We'll Fight Together"           |                       | 03:56   |  |
| 3.             | "Isso Não É Um Teste"            |                       | 02:43   |  |
| 4.             | "Natureza Caos"                  |                       | 03:40   |  |
| 5.             | "Sua Alegria Foi Cancelada"      | Jade Baraldo          | 03:57   |  |
| 6.             | "Convicção"                      |                       | 03:31   |  |
| 7.             | "De Verdade"                     |                       | 03:45   |  |
| 8.             | "Cada Acidente"                  | Tuyo                  | 04:05   |  |
| 9.             | "Quando Eu Caí"                  |                       | 05:12   |  |
| 10.            | "Eu Não Sei Lidar"               |                       | 04:28   |  |
| Duração total: | Duração total:                   | Duração total:        | 38:30   |  |

## Turnê Alegria: Cancelada
Em 05 de agosto de 2019, a banda fez o lançamento oficial da turnê Alegria: Cancelada no CoMA Festival 2019. A turnê contou com shows em Santos, Porto Alegre, Manaus, São Paulo, Rio de Janeiro, Belo Horizonte e no Planeta Atlântida 2020.
Ironicamente, o álbum foi lançado pouco antes do início da pandemia global de COVID-19. Isso acabou afetando os planos de turnê do grupo.
Em 30 de dezembro de 2020, a banda transmitiu uma live intitulada Quarentemo 3 Especial: Sua Alegria Foi Cancelada - A Despedida, como um "deslançamento" do álbum. A banda tocou todas as faixas na íntegra remotamente.

## Créditos
- Lucas Silveira - vocal, guitarra, baixo e teclado
- Gustavo Mantovani - guitarra;
- Thiago Guerra - bateria;
- Mario Camelo - piano e teclado.